# Virus de la mosaïque jaune du navet
Tymovirus brassicae
Espèce
Synonymes
- Turnip yellow mosaic virus (ICTV, 1971)

Le virus de la mosaïque jaune du navet (TYMV, Turnip yellow mosaic virus), nom scientifique Tymovirus brassicae, est un phytovirus isométrique à ARN simple brin à polarité positive (ssRNA) classé dans le genre  Tymovirus (famille des Tymoviridae), dont c'est l'espèce type.
Sa gamme d'hôtes se limite presque entièrement aux plantes du genre Brassica en Europe occidentale, qui comprend notamment le navet, le colza, le chou, le chou-fleur et le brocoli.
L'infection provoque une mosaïque jaune brillant accompagnée d'un éclaircissement des nervures.

## Transmission
Ce virus est transmis par la sève ainsi que par des insectes vecteurs.
Parmi ces derniers, les plus importants appartiennent aux altises des genres Phylotreta et Psylliodes, bien que Phaedon cochleariae (Chrysomelidae) et ses larves sont connus pour contribuer à la diffusion de ce virus. La larve perd sa capacité à transmettre le virus dès qu'elle atteint le stade de pupe, ce qui suggère un processus d'infection mécanique.